# PTS-DOS
PTS-DOS — дисковая операционная система, клон DOS, разработанный в России компанией Физтех-софт.

## История и версии
В конце 1993 года российская компания Физтех-софт выпускает первую коммерческую версию PTS-DOS v6.4 (номер версии следует системе версий MS-DOS — Microsoft выпустила MS-DOS v6.2 в ноябре 1993 года).
Некоторые программисты, покинувшие Физтех-софт в 1995 году и основавшие Paragon Software, выпустили собственную версию PTS-DOS v6.51CD с поддержкой приводов CD-ROM.
Физтех-софт продолжила разработку своего кода, выпустила PTS-DOS v6.6 и показала PTS-DOS v6.65 на выставке CeBIT в 1997 году. Следующая версия от Физтех-софт, PTS/DOS Extended Version 6.70, выпускалась под названием PTS-DOS 2000 и продается до сих пор (начало 2009 года), как последний 16-битный PTS-DOS. Система ДОС Багет, основанная на PTS-DOS 2000, сертифицирована Министерством обороны Российской Федерации.
Paragon продолжил разработку линии PTS-DOS и выпустил Paragon DOS Pro 2000 (также известный как PTS/DOS Pro 2000) с поддержкой файловой системы FAT-32 и жёстких дисков более 8 гигабайт. Согласно сообщениям Paragon, это была последняя версия и вся разработка с тех пор была прекращена. Эта версия поставлялась с исходным кодом более старого PTS-DOS v6.51.
В 2002 году Физтех-софт выпустил 32-битную версию PTS-DOS — PTS-DOS 32 (известный как PTS-DOS v7.0) с поддержкой файловой системы FAT-32, жёстких дисков более 8 гигабайт и памяти до 4 гигабайт.

## Системные требования
- Процессор Intel 80286 или более мощный
- Не менее 512 Кб оперативной памяти